# 이리초등학교
이리초등학교는 대한민국 전북특별자치도 익산시 마동에 있는 공립 초등학교이다.

## 학교 연혁
- 1915년 4월 10일 이리공립보통학교(4년제) 개교
- 1921년 4월 1일 6년제로 연장
- 1938년 4월 1일 이리일출공립심상소학교로 개편
- 1941년 4월 1일 이리일출공립국민학교로 개편
- 1945년 10월 1일 이리국민학교(15명) 이관
- 1946년 6월 1일 이리국민학교 개칭
- 1951년 7월 1일 고현국민학교(96명) 이관
- 1996년 3월 1일 이리초등학교 개칭
- 2001년 2월 16일 익산교육지원청 발명교육 지역센터 개관
- 2020년 1월 10일 제104회 졸업식(65명, 누계 33598명)
- 2020년 3월 1일 제28대 유인숙 교장 부임

## 참고 자료
- 이리초등학교 - 한국교육학술정보원 학교알리미